# Sehnde
Sehnde est une ville allemande située en Basse-Saxe, dans la Région de Hanovre.

## Quartiers
- Klein Lobke